# William John Turner
William John Turner, engleski zemljopisac i kartograf koji je djelovao u Londonu koncem 19. stoljeća.
Bio je dugogodišnjim članom Kraljevskog geografskog društva i pratilac brojnih diplomatskih misija prilikom kojih je izrađivao zemljovide Azije, Afrike, te Južne i Sjeverne Amerike. Među njegovim poznatim suradnicima bio je i G. N. Curzon, diplomat poznat po razgraničenju Rusije odnosno Irana. Unatoč opsežnom kartografskom opusu, o njegovom životu vrlo je malo poznato.

## Opus
- General map of tropical South Africa (1876.)
- Route map of Captn. W. J. Gill's journey in Western China & Eastern Tibet (1877.)
- Map of the British Colonies and adjacent territories in South Africa (1879.)
- Map of the Pishin Valley and the upper basin of the Lora (1880.)
- Map of the central Zambesi region (1881.)
- Map of North Borneo (1881.)
- Map of Basuto Land (1888.)
- Map of the peninsula of Labrador (1888.)
- Antanambalana River: North-east Madagascar (1889.)
- Map of Mr. F. C. Selous' routes in Eastern Mashona Land (1889.)
- Map of the central Congo region (1889.)
- Map of the Tanganyika basin (1889.)
- Reduction of Mr. F. S. Arnot's sketch map of his route from Benguella to Garenganze (1889.)
- Sketch map, illustrating Col. A. P. Labre's explorations in the vicinity of the Madeira, Purus and Beni rivers (1889.)
- Persia, Afghanistan, and Beluchistan (1892.)
- Map of Persia (1892.)

## Poveznice
- Povijest kartografije